# Étoile d’Or (Filmpreis)
Der Étoile d’or du cinéma français ist ein französischer Filmpreis. Er wurde 1999 von Jean-Luc Favriau begründet und seither von der Académie de la presse du cinéma français vergeben.
Der Preis will herausragende französische Filmproduktionen würdigen. Nominierungen werden durch 700 französische Filmjournalisten an die Akademie gesandt, die dann unter den Vorgeschlagenen auswählt.
Er wird in den folgenden Kategorien verliehen:
- Bester Film
- Beste Regie
- Bestes Drehbuch (seit 2005)
- Bestes Erstlingswerk (seit 2001)
- Bester Dokumentarfilm (seit 2006)
- Beste Hauptdarstellerin
- Bester Hauptdarsteller
- Bester Nachwuchsdarsteller
- Beste Filmmusik (seit 2001)
- Beste Produktion (seit 2004)
- Beste Filmverwertung (seit 2004)
- Ehrenpreis
- Bester ausländischer Film (nur 2000)
- Großer Spezialpreis der Presse (1999–2003)